# Monocoupe 90
El Monocoupe 90 fue un avión de cabina ligero biplaza construido por Donald A. Luscombe para la Monocoupe Aircraft. El primer Monocoupe (Model 5) fue construido en una iglesia abandonada en Davenport (Iowa), y voló por primera vez el 1 de abril de 1927. Varios modelos estuvieron en producción hasta finales de los años 40 del siglo XX.

## Desarrollo

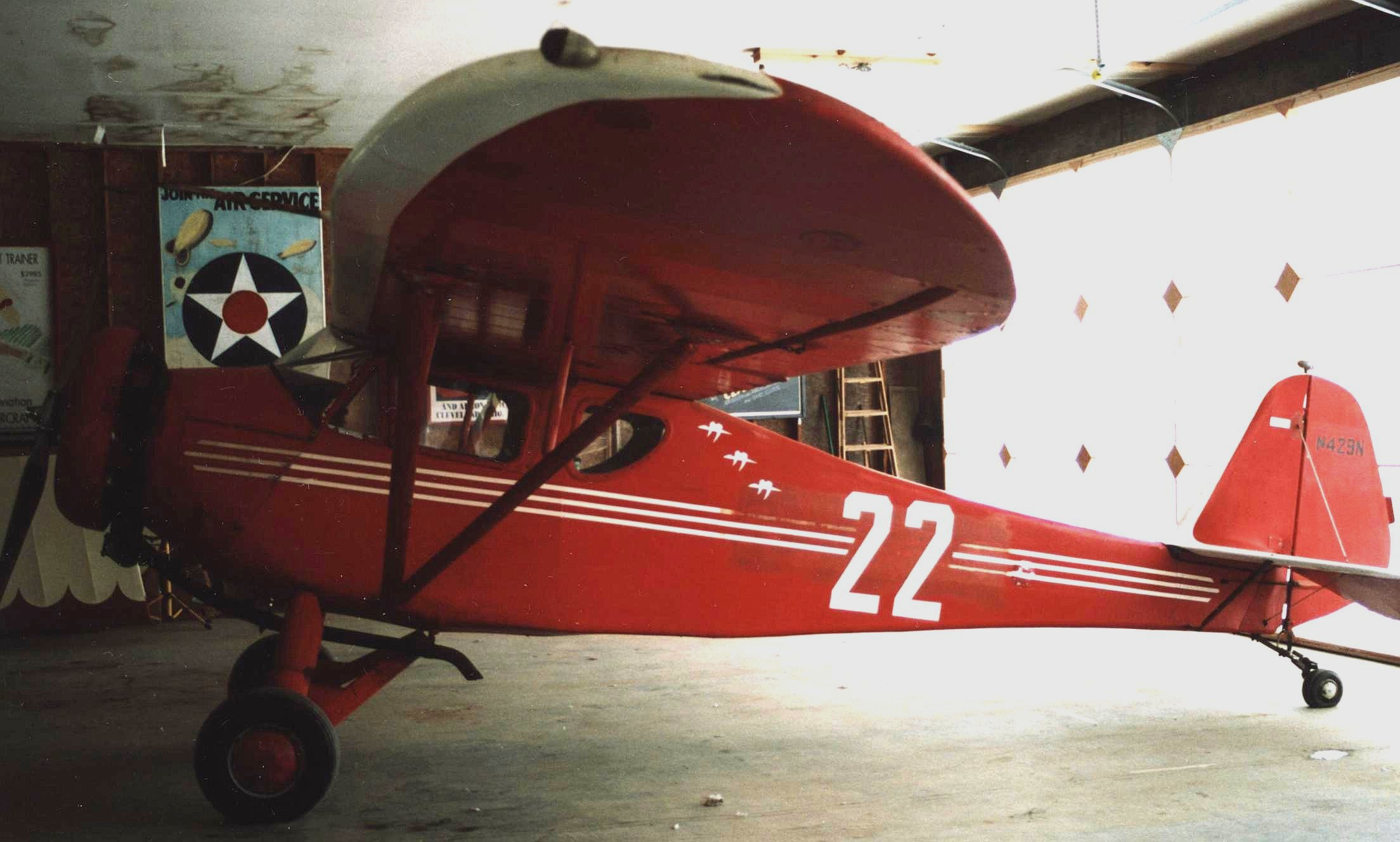
Monocoupe 90 de 1932 en el Old Rhinebeck Aerodrome en 2005.

Los Monocoupe eran aviones ligeros biplaza lado a lado con una construcción básica mixta de madera y tubo de acero, con recubrimiento de tela. Era un monoplano de ala alta arriostrada mediante soportes con tren de aterrizaje fijo de patín de cola, y con las líneas del fuselaje trasero de curva inversa que se convertirían en una de las características identificadoras de los Monocoupe. La estructura del fuselaje estaba construida de tubería de acero soldado en forma de celosía Warren triangular rígida en las estructuras de los paneles laterales, muy moldeados con formadores de láminas de duraluminio y listones moldeadores de madera. Las alas estaban construidas de largueros sólidos de picea con costillas alares de redes de tilo americano y tapones de picea. Los bordes de ataque estaban recubiertos con láminas metálicas de duraluminio y el armazón completo estaba recubierto de tela.
El avión estaba propulsado originalmente tanto por el motor Anzani de 45 kW (60 hp) como por el infructuoso radial Detroit Air Cat de 48 kW (65 hp). El Model 22 fue el primer avión ligero galardonado con un certificado de tipo (número 22) y, en 1930, fue equipado con el motor radial Velie M-5 de 46 kW (62 hp) y cinco cilindros para convertirse en el Model 70.
En 1930, Monocoupe introdujo el Model 90 con líneas refinadas y un fuselaje que era ligeramente más largo y más ancho, siendo vendido en las versiones Model 90 y Model 90A con un motor radial Lambert R-266 de 67 kW (90 hp). El 90 DeLuxe introdujo flaps de borde de fuga, carenados en las ruedas y una capota del motor mejorada. El Model 90AF estaba equipado con un motor Franklin de 86 kW (115 hp). El Model 90AL tenía motores Avco Lycoming. El Model 90J fue introducido en 1930 con un motor Warner Scarab Jr de 67 kW (90 hp).
Los dos modelos finales Monocoupe de altas prestaciones desarrollados del Model 90 fueron el Model 110 con un Warner Scarab de 82 kW (110 hp), y el Model 125 con un motor Kinner B-5 de 93 kW (125 hp). El Monocoupe 110 Special fue un avión de carreras de alas recortadas. El Monocoupe Model 70V, de 1932, tenía el motor de baja potencia Velie M-5 de 48 kW (65 hp), reintroducido para proporcionar una operación más económica a costa de una pérdida en las prestaciones.
En 1941, Monocoupe se unió con otras tres compañías para formar la Universal Molded Products Corp.
Veinte Model 90AF fueron comprados por las USAAF, que los designaron como Universal L-7, para transferirlos a las Fuerzas Francesas Libres. Uno se perdió durante la entrega.
La producción de aviones se detuvo durante la Segunda Guerra Mundial, reanudándose brevemente en 1948-50 bajo el nombre Monocoupe Airplane and Engine Corporation.
El último de esta notable línea de aviones biplaza fue el Monocoupe D-145 de 1934, una versión de altas prestaciones con una cabina ligeramente agrandada y propulsado por un motor Warner Super Scarab de 108 kW (145 hp).

## Variantes

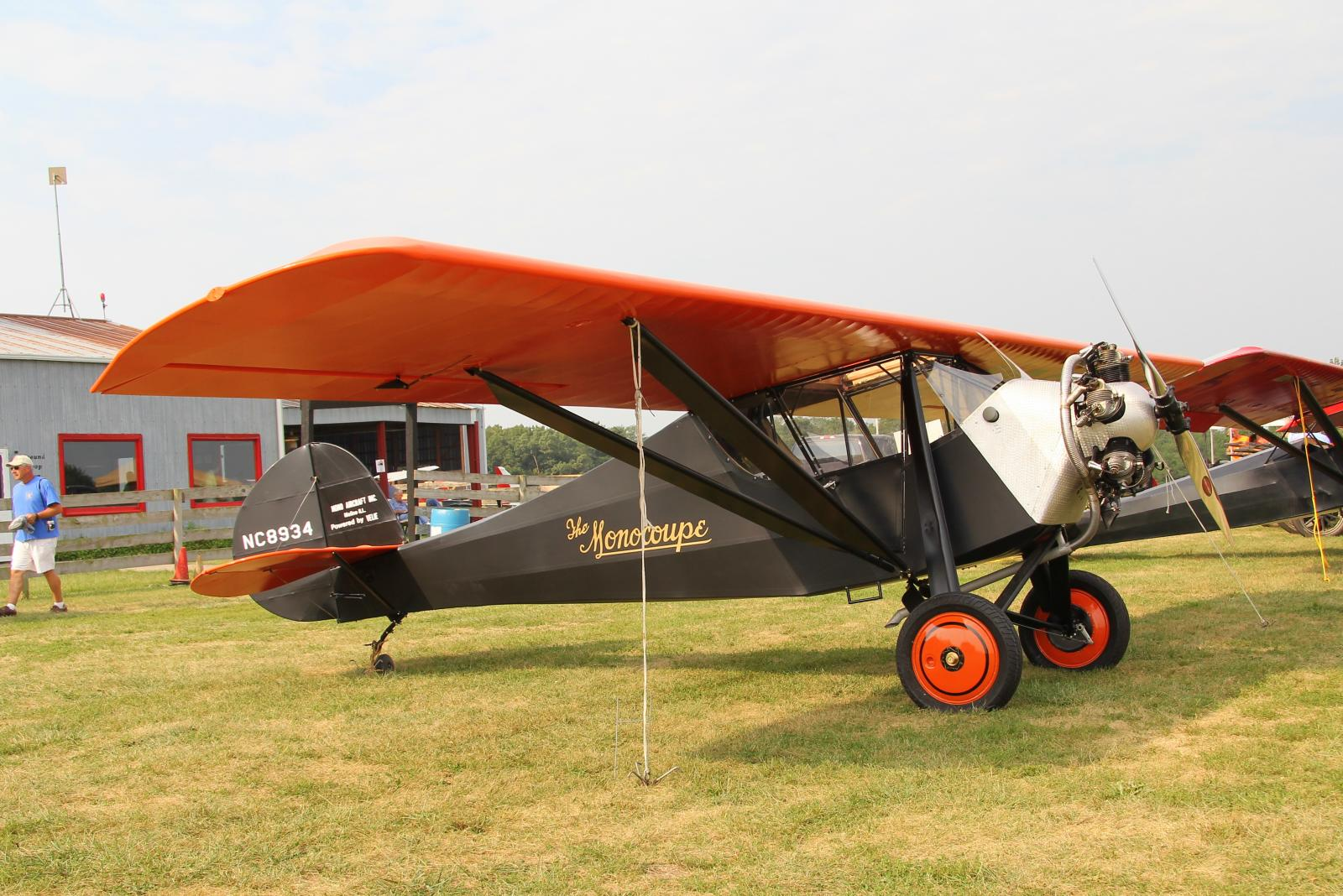
Monocoupe 113.

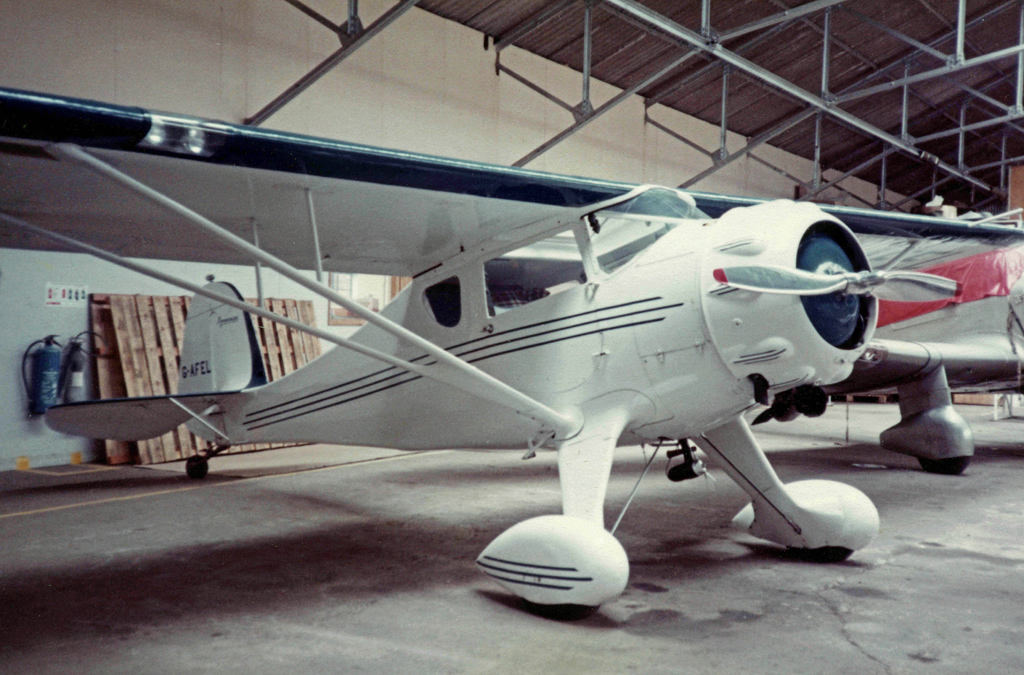
Monocoupe 90A de 1937 en el Biggin Hill Airport, Inglaterra, en septiembre de 1982.

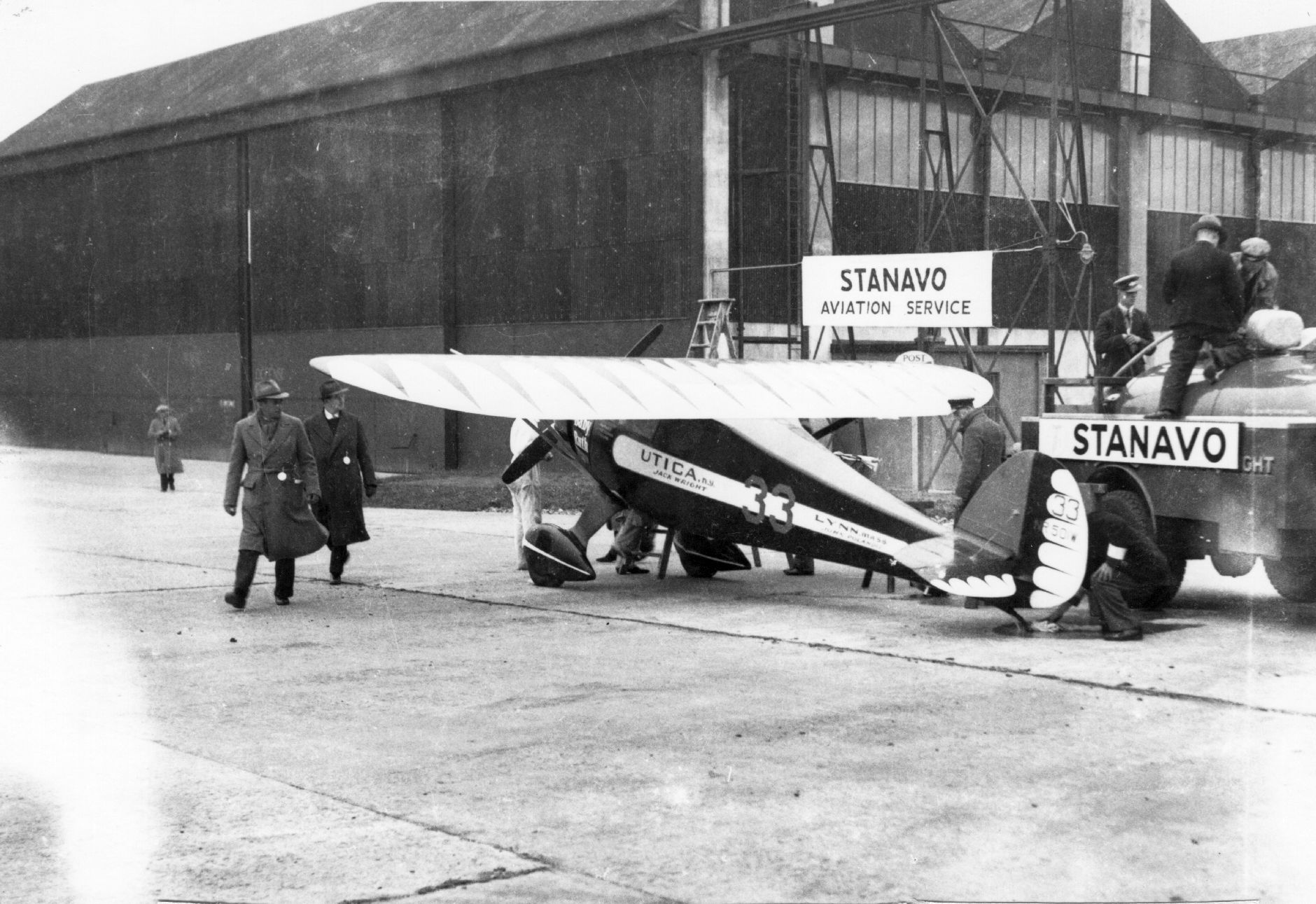
Monocoupe D-145.

Model 5
Prototipo inicial.
Monocoupe Model 22
Motor Anzani de 45 kW (60 hp) o radial Detroit Air Cat de 48 kW (65 hp).
Monocoupe Model 70
Motor radial Velie M-5 de 46 kW (62 hp) y cinco cilindros.
Model 113
Tren de aterrizaje revisado y una serie de mejoras.
Monoprep
Entrenador dedicado, similar al Model 113.
Monosport Model 1
Modelo de carreras aéreas, tenía un motor radial de siete cilindros Warner Scarab de 82 kW (110 hp).
Monosport Model 2
Modelo de carreras aéreas, tenía un motor radial Kinner K-5 de 75 kW (100 hp).
Model 90
Fuselaje más largo y más ancho.
Model 90A
Motor radial Lambert R-266 de 67 kW (90 hp).
90 DeLuxe
Flaps de borde de fuga, carenados en las ruedas y capota del motor mejorada.
Model 90AF
Motor Franklin de 86 kW (115 hp).
Model 90AL
Motor Avco Lycoming.
Model 90AW
Motor Warner de 145 hp, envergadura de 9,75 m, largo de 6,25 m.
Monocoupe 110 Special
Motor Warner Scarab de 82 kW (110 hp).
Model 110 Special
Modelo de carreras, motor Warner Scarab de 82 kW (110 hp), envergadura más corta.
Model 125
Motor Kinner B-5 de 93 kW (125 hp).
Universal L-7
Versión militar del Model 90AF.
D-145
Motor Warner Super Scarab de 108 kW (145 hp).

## Operadores
La mayoría de los Monocoupe 90 construidos fue vendida y volada por pilotos particulares.
 España
- Fuerzas Aéreas de la República Española: Monocoupe 90A.

 Estados Unidos
- Fuerzas Aéreas del Ejército de los Estados Unidos

 Francia
- Fuerzas Francesas Libres, más tarde Ejército del Aire francés: Monocoupe 90AF.

19 ejemplares entregados por mar a principios de 1943 en Abu Sweir, Egipto, para ser reensamblados por la MU 109 de la RAF. La entrega principal fue para abrir una escuela de vuelo (GE 11) en Rayack, Siria, que se inauguró el 1 de septiembre de 1943. El Monocoupe 90 era demasiado sensible para ser usado en el entrenamiento básico y se produjeron muchos accidentes hasta que la escuela se disolvió el 4 de enero de 1944. Un avión sobrevivió a la guerra y permaneció en el registro civil francés hasta que fue retirado en 1962.
Cinco aviones fueron entregados a Madagascar a principios de septiembre de 1943 y operados por la Escadrille d'Avions Sanitaires et de Liaison (EASL), basado en Ivato. La EASL se convirtió en la Escadrille de Liaison et de Commandement (ELC) el 1 de enero de 1944, luego en el SAL-51 y acabó como el SLA-50. Los dos últimos Monocoupe fueron vendidos a un aeroclub local en 1948.

## Especificaciones (Model 90A)
Referencia datos: Specifications of American Airplanes

### Características generales
- Tripulación: Uno (piloto)
- Capacidad: Un pasajero
- Longitud: 6,2 m (20,5 ft)
- Envergadura: 9,8 m (32 ft)
- Altura: 2,1 m (6,8 ft)
- Superficie alar: 12,5 m² (134,6 ft²)
- Peso vacío: 439 kg (967,6 lb)
- Peso cargado: 730 kg (1608,9 lb)
- Planta motriz: 1× motor radial de cinco cilindros refrigerado por aire Lambert R-266.
  - Potencia: 67 kW (92 HP; 91 CV)
- Capacidad de combustible: 110 l

### Rendimiento
- Velocidad máxima operativa (Vno): 209 km/h (130 MPH; 113 kt) a nivel del mar
- Velocidad crucero (Vc): 177 km/h (110 MPH; 96 kt)
- Velocidad de entrada en pérdida (Vs): 64 km/h (40 MPH; 35 kt)
- Alcance: 966 km (522 nmi; 600 mi)
- Techo de vuelo: 4900 m (16 076 ft)
- Régimen de ascenso: 4,3 m/s (846 ft/min)

## Aeronaves relacionadas

### Desarrollos relacionados
- Monocoach Model 201
- Monocoach Model 275
- Younkin-Dake Mullicoupe

### Aeronaves similares
- Howard DGA-6 Mister Mulligan
- Taylorcraft B
- Velie Monocoupe
- Cessna Airmaster
- Fairchild 24
- Howard DGA-15
- Stinson Reliant
- Waco Standard Cabin
- Potez 36

### Secuencias de designación
- Secuencia L-_ (Aviones de Enlace de las USAAF/USAF, 1942-1962): ←  L-4 - L-5 - L-6 - L-7 - L-8 - L-9 - L-10 →